# Jurjuzaň (město)
Jurjuzaň (rusky Юрюзань) je město v Čeljabinské oblasti v Ruské federaci. Při sčítání lidu v roce 2010 měla přes dvanáct tisíc obyvatel.

## Poloha a doprava
Jurjuzaň leží v západních výběžcích Jižního Uralu na stejnojmenné řece, levém přítoku Ufy v povodí Kamy. Od Čeljabinsku, správního střediska oblasti, je vzdálena přibližně tři sta kilometrů západně.
Několik kilometrů severně od města prochází jižní trasa Transsibiřské magistrály Moskva–Samara–Čeljabinsk–Omsk, od které se u obce Vjazovaja odpojuje krátká místní trať do Jurjuzaně. Jen zhruba kilometr severně od města prochází dálnice M5 Ural z Moskvy přes Rjazaň, Penzu, Samaru a Ufu do Čeljabinsku.
Několik kilometrů jižně od Jurjuzaně leží uzavřené město Trjochgornyj.

## Dějiny
Jurjuzaň byla založena v roce 1758 spolu s výstavbou železárny Jurjuzaň-Ivanovskij Zavod (Юрюза́нь-Ива́новский Заво́д). Od konce 19. století bylo jméno železárny i sídla zkráceno na Jurjuzanskij Zavod (Юрюза́нский Заво́д). Jméno Jurjuzaň nese obec od roku 1943, kdy byla povýšena na město.
Jméno města má svůj původ v baškirském označení pro velkou/rychlou řeku.